# Tour de Langkawi
Le Tour de Langkawi est une course cycliste par étapes disputée en Malaisie tout comme le Jelajah Malaysia. Elle doit son nom à l'archipel de Langkawi, où fut donné le départ de la première édition en 1996. Elle fait partie de l'UCI Asia Tour jusqu'en 2019. En 2020, elle intègre l'UCI ProSeries, le deuxième niveau du cyclisme international.

## Palmarès
| Année | Vainqueur                                            | Deuxième                                             | Troisième                                            |
| ----- | ---------------------------------------------------- | ---------------------------------------------------- | ---------------------------------------------------- |
| 1996  | Damian McDonald                                      | Chris Newton                                         | Brett Dennis                                         |
| 1997  | Luca Scinto                                          | Jens Voigt                                           | Alberto Elli                                         |
| 1998  | Gabriele Missaglia                                   | Giuliano Figueras                                    | Niklas Axelsson                                      |
| 1999  | Paolo Lanfranchi                                     | Sergueï Ivanov                                       | Allan Iacuone                                        |
| 2000  | Christopher Horner                                   | Julio Alberto Pérez                                  | Fortunato Baliani                                    |
| 2001  | Paolo Lanfranchi                                     | Paolo Bettini                                        | Chris Wherry                                         |
| 2002  | Hernán Muñoz                                         | Robert Hunter                                        | David George                                         |
| 2003  | Thomas Danielson                                     | Hernán Muñoz                                         | Freddy González                                      |
| 2004  | Freddy González                                      | Ryan Cox                                             | Dave Bruylandts                                      |
| 2005  | Ryan Cox                                             | José Rujano                                          | Tiaan Kannemeyer                                     |
| 2006  | David George                                         | Francesco Bellotti                                   | Gabriele Missaglia                                   |
| 2007  | Anthony Charteau                                     | José Serpa                                           | Walter Pedraza                                       |
| 2008  | Ruslan Ivanov                                        | Matthieu Sprick                                      | Gustavo César                                        |
| 2009  | José Serpa                                           | Jai Crawford                                         | Jackson Rodríguez                                    |
| 2010  | José Rujano                                          | Gong Hyo-suk                                         | Hossein Askari                                       |
| 2011  | Jonathan Monsalve                                    | Non attribué                                         | Emanuele Sella                                       |
| 2012  | José Serpa                                           | José Rujano                                          | Víctor Niño                                          |
| 2013  | Julián Arredondo                                     | Pieter Weening                                       | Sergio Pardilla                                      |
| 2014  | Samad Poor Seiedi                                    | Merhawi Kudus                                        | Isaac Bolívar                                        |
| 2015  | Youcef Reguigui                                      | Valerio Agnoli                                       | Sebastián Henao                                      |
| 2016  | Reinardt Janse van Rensburg                          | Daniel Jaramillo                                     | Miguel Ángel López                                   |
| 2017  | Ryan Gibbons                                         | Cameron Bayly                                        | Alberto Cecchin                                      |
| 2018  | Artem Ovechkin                                       | Łukasz Owsian                                        | Benjamin Dyball                                      |
| 2019  | Benjamin Dyball                                      | Keegan Swirbul                                       | Vadim Pronskiy                                       |
| 2020  | Danilo Celano                                        | Yevgeniy Fedorov                                     | Artem Ovechkin                                       |
| 2021  | Édition annulée en raison de la pandémie de Covid-19 | Édition annulée en raison de la pandémie de Covid-19 | Édition annulée en raison de la pandémie de Covid-19 |
| 2022  | Iván Sosa                                            | Hugh Carthy                                          | Torstein Træen                                       |
| 2023  | Simon Carr                                           | Alexander Cepeda                                     | Pablo Castrillo                                      |
| 2024  | Max Poole                                            | Thomas Pesenti                                       | Unai Iribar                                          |

### Classements annexes

#### Classements individuels
| Année | Points                                               | Montagne                                             | Meilleur Asiatique                                   |
| 1996  | Damian McDonald                                      | Chris Newton                                         | N/A                                                  |
| 1997  | Luca Scinto                                          | Luca Scinto                                          | N/A                                                  |
| 1998  | Fred Rodriguez                                       | Douglas Ryder                                        | Tonton Susanto                                       |
| 1999  | Graeme Miller                                        | Alessandro Petacchi                                  | Hideto Yukinari                                      |
| 2000  | Gordon Fraser                                        | Julio Alberto Pérez                                  | Wong Kam Po                                          |
| 2001  | Paolo Bettini                                        | Paolo Lanfranchi                                     | Wong Kam Po                                          |
| 2002  | Robert Hunter                                        | Ruber Marín                                          | Tonton Susanto                                       |
| 2003  | Graeme Brown                                         | Roland Green                                         | Tomoya Kanō                                          |
| 2004  | Gordon Fraser                                        | Ruber Marín                                          | Ghader Mizbani                                       |
| 2005  | Graeme Brown                                         | Ryan Cox                                             | Koji Fukushima                                       |
| 2006  | Steffen Radochla                                     | David George                                         | Hossein Askari                                       |
| 2007  | Alberto Loddo                                        | Walter Pedraza                                       | Ghader Mizbani                                       |
| 2008  | Aurélien Clerc                                       | Filippo Savini                                       | Shinichi Fukushima                                   |
| 2009  | Mattia Gavazzi                                       | José Serpa                                           | Tonton Susanto                                       |
| 2010  | Anuar Manam                                          | Peter McDonald                                       | Gong Hyo-suk                                         |
| 2011  | Andrea Guardini                                      | Jonathan Monsalve                                    | Rahim Ememi                                          |
| 2012  | Andrea Guardini                                      | José Serpa                                           | Aleksandr Dyachenko                                  |
| Année | Sprints                                              | Montagne                                             | Meilleur Asiatique                                   |
| 2013  | Francesco Chicchi                                    | Meiyin Wang                                          | Meiyin Wang                                          |
| 2014  | Aidis Kruopis                                        | Matthew Brammeier                                    | Samad Poor Seiedi                                    |
| 2015  | Caleb Ewan                                           | Kiel Reijnen                                         | Tomohiro Hayakawa (ja)                               |
| 2016  | Andrea Guardini                                      | Meiyin Wang                                          | Adiq Othman                                          |
| 2017  | Ryan Gibbons                                         | John Ebsen                                           | Hideto Nakane                                        |
| 2018  | Andrea Guardini                                      | Álvaro Duarte                                        | Yevgeniy Gidich                                      |
| 2019  | Travis McCabe                                        | Angus Lyons                                          | Vadim Pronskiy                                       |
| 2020  | Max Walscheid                                        | Nur Aiman Mohd Zariff                                | Yevgeniy Fedorov                                     |
| 2021  | Édition annulée en raison de la pandémie de Covid-19 | Édition annulée en raison de la pandémie de Covid-19 | Édition annulée en raison de la pandémie de Covid-19 |
| 2022  | Erlend Blikra                                        | Nur Aiman Mohd Zariff                                | Jambaljamts Sainbayar                                |
| 2023  | Arvid de Kleijn                                      | Simon Pellaud                                        | Vadim Pronskiy                                       |
| 2024  | Matteo Malucelli                                     | Mario Aparicio                                       | Manabu Ishibashi                                     |

#### Classements par équipes
| Année | Meilleure équipe au général                          | Meilleure équipe asiatique                           |
| 1996  | Giant–AIS                                            | N/A                                                  |
| 1997  | MG Maglificio–Technogym                              | N/A                                                  |
| 1998  | Mapei–Bricobi                                        | Philippines                                          |
| 1999  | Mapei–Quick Step                                     | Malaisie                                             |
| 2000  | Mercury                                              | Japon                                                |
| 2001  | Mapei–Quick Step                                     | Telekom Malaysia                                     |
| 2002  | Mapei–Quick Step                                     | Telekom Malaysia                                     |
| 2003  | Colombia–Selle Italia                                | Iran                                                 |
| 2004  | Barloworld                                           | Iran                                                 |
| 2005  | Barloworld                                           | Iran                                                 |
| 2006  | Selle Italia–Diquigiovanni                           | Japon                                                |
| 2007  | Giant Asia Racing                                    | Giant Asia Racing                                    |
| 2008  | Diquigiovanni–Androni                                | Seoul                                                |
| 2009  | Diquigiovanni–Androni                                | Iran                                                 |
| 2010  | Tabriz Petrochemical                                 | Tabriz Petrochemical                                 |
| 2011  | Tabriz Petrochemical                                 | Tabriz Petrochemical                                 |
| 2012  | Androni Giocattoli–Venezuela                         | Astana                                               |
| 2013  | MTN–Qhubeka                                          | Tabriz Petrochemical                                 |
| 2014  | MTN–Qhubeka                                          | Tabriz Petrochemical                                 |
| 2015  | Pegasus Continental                                  | Pegasus Continental                                  |
| 2016  | UnitedHealthcare                                     | Hengxiang                                            |
| 2017  | IsoWhey Sports–Swiss Wellness                        | Vino-Astana Motors                                   |
| 2018  | Wilier Triestina–Selle Italia                        | Astana                                               |
| 2019  | Floyd's Pro Cycling                                  | Vino-Astana Motors                                   |
| 2020  | Team Sapura Cycling                                  | Team Sapura Cycling                                  |
| 2021  | Édition annulée en raison de la pandémie de Covid-19 | Édition annulée en raison de la pandémie de Covid-19 |
| 2022  | Movistar                                             | UAE Team Emirates                                    |
| 2023  | EF Education-EasyPost                                | Roojai Online Insurance                              |
| 2024  | Kern Pharma                                          | JCL Ukyo                                             |

#### Les principaux records
- Victoires au classement général
  - 2 victoires:
    -  José Serpa
    -  Paolo Lanfranchi
- Classement général (par pays)
  - 6.  Colombie
  - 4.  Italie
  - 4.  Afrique du Sud
  - 2.  Australie
  - 2.  Venezuela
  - 2.  États-Unis
  - 1.  Algérie
  - 1.  Moldavie
  - 1.  France
  - 1.  Iran
  - 1.  Royaume-Uni